# Playa de Masalfasar
La playa de Masalfasar está ubicada al este del núcleo urbano de Masalfasar (Valencia, España) y separada de este por la autovía V-21. Se trata de una playa aislada de reducidas dimensiones sin apenas servicios ni instalaciones. Dispone, no obstante, de un aparcamiento con casi 100 plazas. La playa está contigua al Marjal de Rafalell-Vistabella, zona húmeda de gran valor ecológico repartida entre los términos de Valencia y Masamagrell. El hospital más cercano es el de Sagunto, a 20 km, y el puerto deportivo más próximo es el de Puebla de Farnals, a unos 3 km.